# コーカンド
コーカンド（Kokand）(ウズベク語: Qo‘qon/Қўқон; ロシア語: Коканд)はウズベキスタン共和国東部のフェルガナ州の市。フェルガナ盆地の南西端に位置する。州都フェルガナの西88km、タシュケントの南西228km、アンディジャンの西115km。人口18万人。愛称は「風の街」「猪の街」。

## 歴史
少なくとも10世紀以降の実在が確認されており、シルクロードのキャラバンルート上にあった。
13世紀にはモンゴル軍によって破壊された。1571年から1626年までブハラ・ハン国に所属したが、その後、ウズベク系のコーカンド・ハン国の都となり、19世紀前半に繁栄した。
1876年ロシア軍に占領され、ロシア領トルキスタンに属した。
1917年から1918年の内戦期には反ボルシェビキのトルキスタン自治政府の首府となった。
第二次世界大戦後、市内に第36収容地区（グラーグ）が設置され、シベリア抑留を受けた日本人捕虜の一部が送られてきた。過酷な生活と環境の中で倒れた者のために日本人墓地が作られた。

## 観光
観光の目玉はコーカンドの王宮である。1873年に建設されたが、ロシア軍の占領時に徹底的に破壊され、その後修復、1925年に博物館となったものである。コーカンドは古い市街地が残っていないので、コーカンドまで足を延ばす観光客は少ない。
ただ、大きなミナレットのあるジュマ・モスクや1799年に建設されたナルブタベイ・マドラサ（神学校）などもある。